# Paulina Sosnowska
Paulina Anna Sosnowska (ur. 1976) – polska filozof, pedagog, dr hab. nauk społecznych, adiunkt Zakładu Humanistycznych Podstaw Pedagogiki Wydziału Pedagogicznego Uniwersytetu Warszawskiego.

## Życiorys
25 września 2007 obroniła pracę doktorską Filozofia wychowania w perspektywie różnicy ontologicznej w Sein und Zeit Heideggera, 21 czerwca 2016 habilitowała się na podstawie pracy zatytułowanej Arendt i Heidegger. Pedagogiczna obietnica filozofii. Została zatrudniona na stanowisku adiunkta w Zakładzie Humanistycznych Podstaw Pedagogiki na Wydziale Pedagogicznym Uniwersytetu Warszawskiego.
Była kierownikiem w Zakładzie Filozoficznych Podstaw Pedagogiki na Wydziale Pedagogicznym Uniwersytetu Warszawskiego.